# Tipula (Schummelia) rantaicola
Tipula (Schummelia) rantaicola is een tweevleugelige uit de familie langpootmuggen (Tipulidae). De soort komt voor in het Oriëntaals gebied.